# پانته‌زیله ۲۷۱
سیارک ۲۷۱ (به انگلیسی: 271 Penthesilea) دویست و هفتاد و یکمین سیارک کشف شده‌است که در ۱۳ اکتبر ۱۸۸۷ و در برلین کشف شد.
قدر مطلق سیارک برابر ۹٫۸۰ است.